# یوری کیدیایف
یوری کیدیایف (روسی: Юрий Константинович Кидяев؛ زادهٔ ۲۸ فوریهٔ ۱۹۵۵) بازیکن هندبال اهل اتحاد جماهیر شوروی سوسیالیستی بود.